# بردمیل (پلدختر)
بردمیل (پلدختر)، روستایی از توابع بخش معمولان شهرستان پلدختر در استان لرستان ایران است.

## جمعیت
این روستا در دهستان افرینه قرار دارد و براساس سرشماری مرکز آمار ایران در سال ۱۳۸۵، جمعیت آن زیر سه خانوار بوده‌است.